# Daneș (gmina)
Daneș – gmina w Rumunii, w okręgu Marusza. Obejmuje miejscowości Criș, Daneș, Seleuș i Stejărenii. W 2011 roku liczyła 4874 mieszkańców.